# Nennslingen
Nennslingen là một đô thị tại huyện Weißenburg-Gunzenhausen, bang Bayern, Đức.